# Ряд Штурма
Ряд Штурма (система Штурма) для вещественного многочлена — последовательность многочленов, позволяющая эффективно определять количество корней многочлена на промежутке и приближённо вычислять их с помощью теоремы Штурма. 
Ряд и теорема названы именем французского математика Жака Штурма, определившего ряд и его свойства, а также разработавшего конструктивный способ построения такого ряда в 1829 году.

## Определение
Рассмотрим многочлен {\displaystyle f(x)} с вещественными коэффициентами. Конечная упорядоченная последовательность отличных от нуля многочленов
{\displaystyle f_{0}(x),f_{1}(x),\dots ,f_{s}(x)}
с вещественными коэффициентами называется рядом Штурма для многочлена {\displaystyle f(x)}, если выполнены следующие условия:
- множества корней {\displaystyle f_{0}} и {\displaystyle f} совпадают;
- {\displaystyle f_{s}(x)} не имеет вещественных корней;
- если {\displaystyle f_{k}(c)=0} и {\displaystyle 1\leqslant k\leqslant s-1}, то {\displaystyle f_{k-1}(c)f_{k+1}(c)<0};
- если {\displaystyle f(c)=0}, то произведение {\displaystyle f_{0}(c)f_{1}(c)} меняет знак с минуса на плюс, когда {\displaystyle x}, возрастая, проходит через точку {\displaystyle c}, то есть когда существует такое {\displaystyle \delta >0}, что {\displaystyle f_{0}(x)f_{1}(x)<0} для {\displaystyle x\in (c-\delta ,c)} и {\displaystyle f_{0}(x)f_{1}(x)>0} для {\displaystyle x\in (c,c+\delta )}.

Значением ряда Штурма в точке {\displaystyle c} называется количество смен знака в последовательности {\displaystyle f_{0}(c),f_{1}(c),\dots ,f_{s}(c)} после исключения нулей.
Иногда ряд Штурма также определяют как построенный определённым образом ряд Штурма.

## Теорема Штурма
Пусть {\displaystyle f(x)} — ненулевой многочлен с вещественными коэффициентами, {\displaystyle f_{0}(x),f_{1}(x),...,f_{s}(x)} — некоторый ряд Штурма для него, {\displaystyle [a,b]} — промежуток вещественной прямой, причём {\displaystyle f(a)f(b)\neq 0}. Тогда число различных корней многочлена {\displaystyle f(x)} на промежутке {\displaystyle [a,b]} равно {\displaystyle W(a)-W(b)}, где {\displaystyle W(c)} — значение ряда Штурма в точке {\displaystyle c}.

## Построение
Ряд Штурма существует для любого ненулевого вещественного многочлена.
Пусть многочлен {\displaystyle f(x)}, отличающийся от константы, не имеет кратных корней. Тогда ряд Штурма для него можно построить, например, следующим образом:
- {\displaystyle f_{0}(x)=f(x)};
- {\displaystyle f_{1}(x)=f_{0}'(x)};
- Если {\displaystyle f_{k}(x)} ({\displaystyle k>0}) имеет корни, то {\displaystyle f_{k+1}(x)=-f_{k-1}(x){\bmod {f}}_{k}(x)}, где {\displaystyle f(x){\bmod {g}}(x)} — остаток от деления многочлена {\displaystyle f(x)} на многочлен {\displaystyle g(x)} в кольце многочленов {\displaystyle \mathbb {R} [x]}, иначе {\displaystyle s=k} и построение заканчивается.

Для произвольного многочлена (возможно с кратными корнями), отличающегося от константы, можно положить
{\displaystyle f_{0}(x)={\frac {f(x)}{{\big (}f(x),f'(x){\big )}}}}
и далее следовать приведённому выше способу. Здесь {\displaystyle {\big (}f(x),f'(x){\big )}} — наибольший общий делитель многочленов {\displaystyle f(x)} и {\displaystyle f'(x)}.
Если многочлен {\displaystyle f(x)} есть ненулевая константа, то его ряд Штурма состоит из единственного многочлена {\displaystyle f_{0}(x)=f(x)}.

## Применение
Ряд Штурма используется для определения количества вещественных корней многочлена на промежутке (см. теорему Штурма). Отсюда вытекает возможность его использования для приближённого вычисления вещественных корней методом двоичного поиска.

### Пример
Построим указанным выше способом ряд Штурма для многочлена {\displaystyle f(x)=(x-1)(x-3)=x^{2}-4x+3}:
| Многочлен {\displaystyle f_{i}(x)}  | Знак многочлена в точке | Знак многочлена в точке | Знак многочлена в точке | Знак многочлена в точке | Знак многочлена в точке | Знак многочлена в точке | Знак многочлена в точке |
| Многочлен {\displaystyle f_{i}(x)}  | −∞                      | 0                       | 1                       | 2                       | 3                       | 4                       | +∞                      |
| ----------------------------------- | ----------------------- | ----------------------- | ----------------------- | ----------------------- | ----------------------- | ----------------------- | ----------------------- |
| {\displaystyle f_{0}(x)=x^{2}-4x+3} | +                       | +                       | 0                       | −                       | 0                       | +                       | +                       |
| {\displaystyle f_{1}(x)=2x-4}       | −                       | −                       | −                       | 0                       | +                       | +                       | +                       |
| {\displaystyle f_{2}(x)=1}          | +                       | +                       | +                       | +                       | +                       | +                       | +                       |
| Значение ряда в точке               | 2                       | 2                       | 1                       | 1                       | 0                       | 0                       | 0                       |
Таким образом, по теореме Штурма число корней многочлена {\displaystyle f(x)} равно:
- {\displaystyle 2-0=2} на промежутке {\displaystyle (-\infty ,+\infty )},
- {\displaystyle 2-0=2} на промежутке {\displaystyle (0,4)},
- {\displaystyle 2-1=1} на промежутке {\displaystyle (0,2)}.